# Liste des aéroports les plus fréquentés au Chili
Cet article est une liste des aéroports les plus fréquentés du Chili en trafic passagers (internationaux+domestiques) selon la principale référence, JAC.

## En graphique
Pour des raisons techniques, il est temporairement impossible d'afficher le graphique qui aurait dû être présenté ici.

Voir la requête brute et les sources sur Wikidata.